# Svizzera ai VII Giochi olimpici invernali
La Svizzera partecipò ai VII Giochi olimpici invernali, svoltisi a Cortina d'Ampezzo, Italia, dal 26 gennaio al 5 febbraio 1956, con una delegazione di 59 atleti impegnati in sette discipline.

## Medagliere

### Per discipline
| Sport      | Oro | Argento | Bronzo | Totale |
| ---------- | --- | ------- | ------ | ------ |
| Sci alpino | 2   | 2       | 0      | 4      |
| Bob        | 1   | 0       | 1      | 2      |
| Totale     | 3   | 2       | 1      | 6      |

### Medaglie
| Medaglia | Atleta                                                 | Sport      | Evento                    |
| -------- | ------------------------------------------------------ | ---------- | ------------------------- |
| Oro      | Franz Kapus Gottfried Diener Robert Alt Heinrich Angst | Bob        | Bob a quattro maschile    |
| Oro      | Madeleine Chamot-Berthod                               | Sci alpino | Discesa libera femminile  |
| Oro      | Renée Colliard                                         | Sci alpino | Slalom speciale femminile |
| Argento  | Raymond Fellay                                         | Sci alpino | Discesa libera maschile   |
| Argento  | Frieda Dänzer                                          | Sci alpino | Discesa libera femminile  |
| Bronzo   | Max Angst Harry Warburton                              | Bob        | Bob a due maschile        |